# Liddes
Liddes je obec v západní (frankofonní) části Švýcarska, v kantonu Valais. Žije zde 720 obyvatel.

## Geografie
Obec se nachází na hlavní silnici 21 na průsmyk Sv. Bernarda jako předposlední obec před vrcholem průsmyku. Na severu sousedí s Orsières, na východě s Val de Bagnes a na jihu s Bourg-Saint-Pierre; kromě Liddes-Ville se skládá z osad Chandonne, Dranse, Rive-Haute, Fontaine-Dessous, Fontaine-Dessus, Les Moulins, Vichères, Fornex, Chez-Petit a Palasuit.

## Historie

Letecký pohled (1949)

Archeologický výzkum provedený v roce 2014 na Mur d’Annibal v nadmořské výšce asi 2640 m n. m. nad Liddes datuje tamní nálezy do období 50–15 př. n. l. Jedná se pravděpodobně o nejvýše položené místo se stopami osídlení z této doby v Evropě.
Liddes je poprvé zmiňováno v roce 1177 jako Leides. Až do roku 1475, kdy přešla do vlastnictví rodu Savojských, patřila sionskému biskupovi. Feudální práva rodu Allinges přešla na Amadea VI. Savojského již v roce 1376. Obec vznikla oddělením od Orsières v roce 1228 a své svobody získala v roce 1308. V helvétském období patřila ke krátce trvající tzv. Rhodské republice, která měla zajistit průsmyky Simplon a Velký Bernard, poté k republice Valais a v letech 1810–1814 k francouzskému departementu Simplon. Průchod francouzské záložní armády v roce 1800 donutil mnoho zbídačených obyvatel k emigraci.
Kostel svatého Jiří byl refektářem biskupa ze Sionu, který jej ve 12. století daroval řeholní komunitě Velkého Bernarda. Od 15. století měla každá vesnice svou vlastní kapli.
Obyvatelé, z nichž většina pracovala v zemědělství a lesnictví, se sdružovali do alpských a zemědělských družstev. Někteří pracovali jako nádeníci na vinicích v Martigny, Aigle a Bex. Od roku 1899 dostávala obec koncesionářské poplatky (vodné) podle hydroenergetického potenciálu bočních vod Rhôny využívaných na jejím území. Od roku 1974 se oblast Vichères-Bavon rozvíjí jako zimní lázeňské a lyžařské středisko.

## Obyvatelstvo
| Rok            | 1802 | 1850 | 1900 | 1950 | 2000 | 2010 | 2012 | 2014 | 2016 |
| Počet obyvatel | 1243 | 1347 | 1076 | 720  | 659  | 750  | 729  | 752  | 755  |

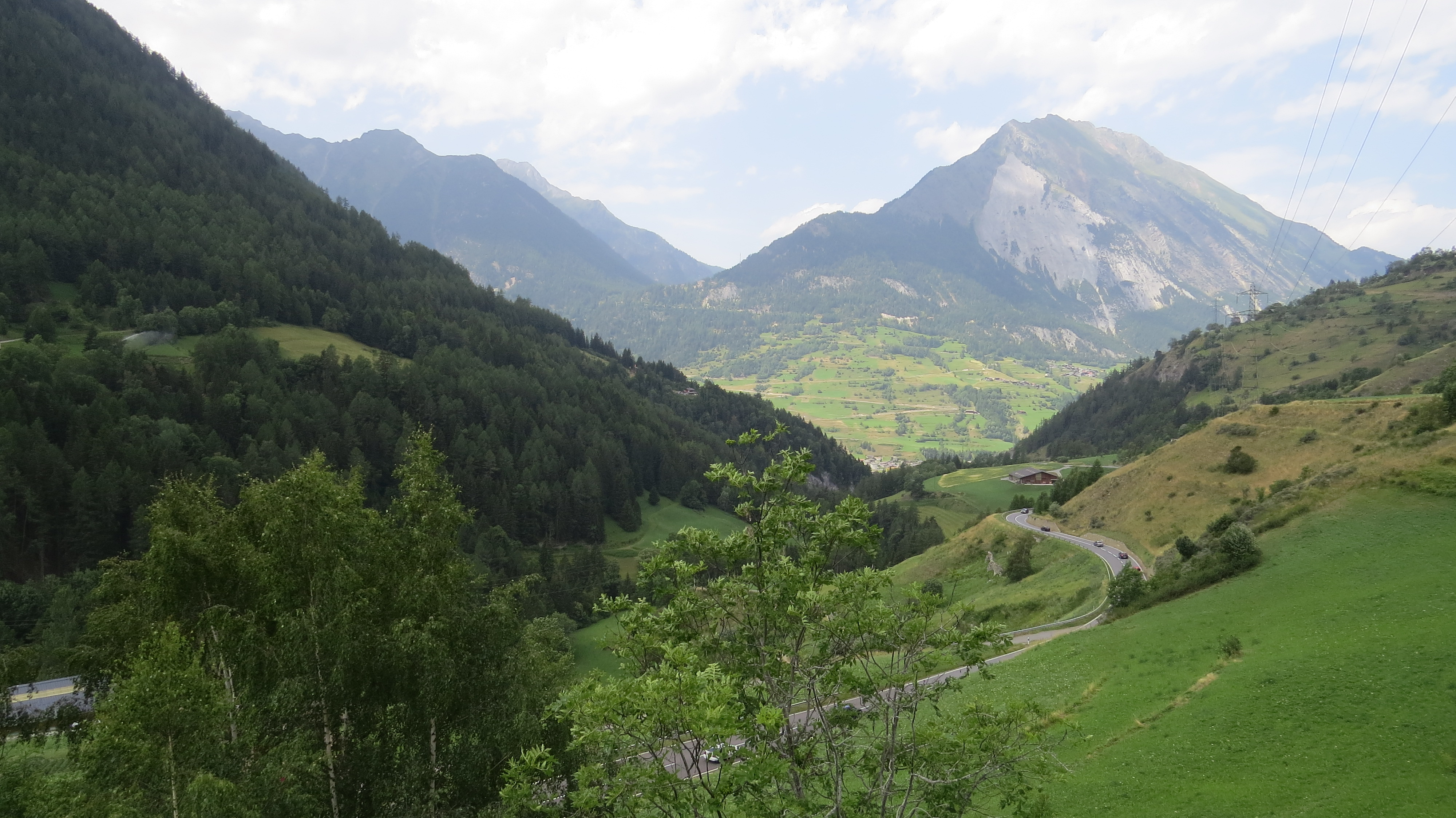
Údolí Val d’Entremont u Liddes

Populační trend od 19. století neustále klesal a od přelomu tisíciletí dochází k oživení.

## Doprava
Sembrancher je dopravní uzel. Obec leží na hlavní silnici 21 do Svatobernardského průsmyku a na železniční trati Martigny–Orsières (vedoucí údolím Val d’Entremont), odkud vede odbočka do Le Châble. Provozuje ji společnost Transports de Martigny et Régions (dříve Chemin de fer Martigny-Orsières).
Ze Sembrancheru jezdí autobusové linky do sousedních obcí Vens (Sembrancher), Vollèges, Levron a Chamoille. Hlavní silnice 94 vede do střediska zimních sportů Verbier, hlavní silnice 91 přes Col des Planches do Martigny a hlavní silnice 89 přes Col du Lein do Saxonu.